# La Bélgica
La Bélgica är en ort i Bolivia.   Den ligger i departementet Santa Cruz, i den centrala delen av landet, 270 km nordost om huvudstaden Sucre. La Bélgica ligger 353 meter över havet och antalet invånare är 5 501.
Terrängen runt La Bélgica är platt. Närmaste större samhälle är Warnes, 6,4 km nordost om La Bélgica.
Omgivningarna runt La Bélgica är huvudsakligen savann. Runt La Bélgica är det tätbefolkat, med 266 invånare per kvadratkilometer.